# 海西州莫河畜牧场
海西州莫河畜牧场，是中华人民共和国青海省海西蒙古族藏族自治州乌兰县下辖的一个乡镇级行政单位。

## 行政区划
海西州莫河畜牧场下辖以下地区：
场部虚拟生活区。